# O Duplo (romance)
O Duplo (em russo:  Двойни́к, transl. Dvoiník) é um romance do escritor russo Fiódor Dostoievski, escrito um ano depois do seu livro de estreia, Gente Pobre.
O Duplo narra as aventuras do conselheiro titular Goliadkin e das suas terríveis inquietações em torno de um colega que lhe usurpa a identidade enquanto seu homónimo.